# プロトン共役電子移動
プロトン共役電子移動 (Proton-coupled electron transfer、PCET)は電子とプロトンの移動が協奏的に起こる化学反応のことである。この言葉はもともとプロトン1個と電子1個が協奏的に反応することを表す用語だったが、現在は定義が拡張され、類似するプロセス全てを表す用語となっている。 1個の電子と1個のプロトンの移動が関わる反応はしばしば協奏的プロトン電子移動(Concerted Proton Electron Transfer)あるいは英語の頭文字をとってCPETと呼ばれる。
PCETでは、プロトンと電子が互いに別の軌道から異なる軌道へと同時に移動する。この反応は協奏的一次反応である。CPETは電子とプロトンが連続的に移動する多段階反応と比べて別の反応である。
電子移動(ET)
[HX] + [M] → [HX]+ + [M]−
プロトン移動(PT)
[HX] + [M] → [X]− + [HM]+
CPET
[HX] + [M] → [X] + [HM]

## 例
PCETは水素化や脱水素化などの酸化還元反応で多くみられる反応機構であると考えられている。たとえば光合成における水の酸化や酸素の還元における窒素固定など細胞呼吸における多くの経路でこの機構で反応が起こっていると考えられている。無機化学ではこの機構を確かめるために単純な反応で研究が行われており、その一つに以下のようなRu(II)のアクア錯体とRu(IV)のオキソ錯体の均等化反応がある。
cis-[(bipy)2(py)RuIV(O)]2+ + cis-[(bipy)2(py)RuII(OH2)]2+ → 2cis-[(bipy)2(py)RuIII(OH)]2+
PCETは電気化学反応によって引き起こされることも多い。この場合、酸化は脱プロトン化、還元はプロトン化に相当する

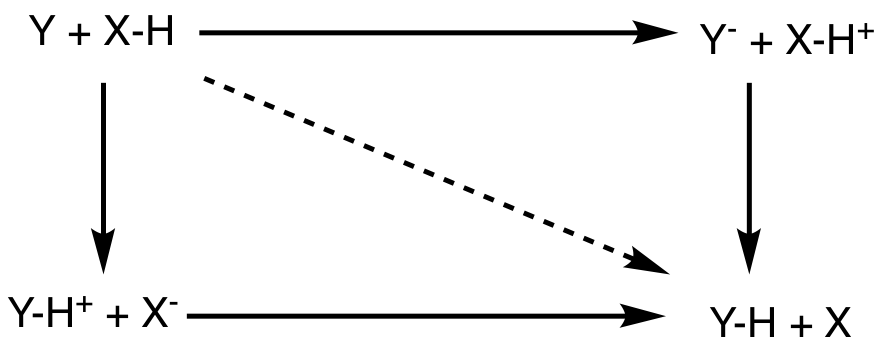
"スクエアスキーム"(Square scheme)はPCET(対角線の反応)と通常の電子移動、プロトン移動の比較に用いられる。

電子とプロトンの移動する軌道が異なることを示すことは比較的容易だが、それらが同時に起こっていることを示すのは難しい。一般に、多段階反応経路は協奏的経路よりもエネルギー障壁が高い。PCETが起こっていることを示す主な根拠は、多くの反応が反応速度が多段階反応経路で予想されるよりも速いことである。電子移動反応では、最初の酸化還元反応の熱力学的な障壁が非常に低い。同様にプロトン移動機構でも最初に起こる反応ではプロトンの脱離能を示すpKaの障壁が小さい（酸性度が高い）。しかし、これらが別々に起こっているとすると最初の段階でこれらのエネルギー差を大きく超えるエネルギーが必要な反応が多く発見された。このため、エネルギーの低い第三の反応経路が存在すると推測され、考えられる経路として協奏的PCETが提唱された。この意見の正しさは速度論的同位体効果が通常の反応より大きいことによって証明された。
一般的にPCETが想定されるのは、ETおよびPTそれぞれから考えられる活性化エネルギーが協奏反応のそれよりも高い場合である。
いくつかの文献においてはPCETの定義が拡張され、多段階反応にも適用されている。このような定義のぶれを避けるため、PCETにかわる用語として電子移動-プロトン移動(electron transfer-proton transfer,ETPT)、電子プロトン移動(electron-proton transfer,EPT)、そして協奏的プロトン電子移動(CPET)などが提案されている。
プロトンと電子の移動が同じ経路をたどる水素移動反応(HAT)とも異なっている。PCETとHATは量論的には類似しているが、HATはラジカル経路をたどることが異なっている。